# Petko Sirakov
Petko Sirakov, né le 16 février 1929 dans l'oblast de Varna est un lutteur bulgare spécialiste de la lutte gréco-romaine ayant participé aux Jeux olympiques d'été de 1956 à Melbourne, en Australie. Il remporte lors de cette compétition la médaille d'argent.

## Palmarès

### Jeux olympiques
- Jeux olympiques de 1956 à Melbourne,  Australie
  -  Médaille d'argent.